# داريل إي. هووبر
داريل إي. هووبر (بالإنجليزية: Daryl E. Hooper)‏ هو مهندس أسترالي، ولد في 3 ديسمبر 1930، وتوفي في 1985 في Tring ‏ في المملكة المتحدة.